# 291. pehotni polk (Italija)
291. pehotni polk Zara je bil pehotni polk Kraljeve italijanske kopenske vojske.

## Zgodovina
Med drugo svetovno vojno je bil polk nastanjen v Dalmaciji.